# 森和俊
森和俊（日语：／ Mori Kazutoshi，1958年7月7日—），日本生物学家，專長分子生物学、細胞生物学、生物物理学。現任京都大學教授。紫綬褒章表彰。文化功勞者。
森教授是未折疊蛋白反應研究的先驅。他與彼得·瓦尔特同獲許多重要榮譽，包括日本人首座威利奖、盖尔德纳国际奖、邵逸夫獎、拉斯克基礎醫學獎及生命科學突破獎。

## 早年生活與教育
森和俊於1963年出生於日本岡山縣倉敷市一個面向瀨戶內海的小鎮，小學時代就擅長數學與算數，並從報紙上得知夸克的存在。中學時代受到湯川秀樹榮獲諾貝爾物理學獎的影響，立志投身學術界、報考京都大學理學部研究物理學（當時是基本粒子物理學的黃金時代）。但因高中成績不理想，他改報考京大工學部合成化學科。
大學一年級的他尚未了解物理與化學定律的顯著不同，但從報紙科普文章了解到分子生物學的新發展。不久後，京大出身的利根川進在瑞士取得免疫學研究的重大突破（約十年後他因此獲頒諾貝爾生理學或醫學獎、日本第一人），森和俊在報紙上獲知此事且深受震驚，決定轉到藥學部，並繼續攻讀研究生（主攻生化學）。1985年取得京都大學医药科学系博士學位。

## 職業生涯
森和俊於1985年擔任岐阜藥科大學助手，1989年辭職赴美國得克萨斯州大学做博士后研究，開始從事未折疊蛋白反應（UPR）的研究。1993年返國在京都HSP研究所任職，完成HAC1、ATF6與BP1的成功複製。森和俊和彼得·瓦尔特同一時期的獨立工作，揭示了未折疊蛋白反應传导途径，从而解释了细胞由于压力而产生信号，并进行调节的机制。他们在1993年发现信号分子Ire1，这个分子可以传达内质网蛋白质生产线状态。UPR研究为许多疾病的预防和治疗奠定了基础，包括癌症、肥胖症、糖尿病、脂肪肝和血脂異常在內的代謝疾病，許多神經退化障礙和炎症性疾病。
森和俊於1999年加入新設的京都大学大学院生命科学研究科，擔任助教授。2003年他轉任同校理学研究科生物物理学教室，擔任教授。該單位也是日本最初的分子生物学研究室，具有悠久歷史。2010年代以來，森被看好角逐諾貝爾生理學或醫學獎。

## 榮譽
- 1997年　生化學會獎勵獎
- 2005年　威利奖（日本人最初）
- 2006年　生化學會柿内獎
- 2008年　大阪科學獎（日语：大阪科学賞）
- 2009年　盖尔德纳国际奖[7]（與山中伸彌）
- 2010年　紫綬褒章[8]

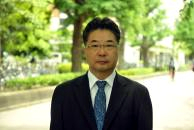
文部科学省公佈的文化功勞者彰顯肖像

- 2011年　上原獎（日语：上原賞）（上原紀念生命科學財團）
- 2013年　朝日獎
- 2014年　邵逸夫獎生命科學及醫學獎[9]
- 2014年　拉斯克基礎醫學獎
- 2015年　湯森路透引文桂冠獎
- 2016年　日本學士院獎、恩賜獎[10]
- 2018年　生命科學突破獎、文化功勞者[11]。
- 2018年　安藤百福獎（日语：安藤百福賞）大獎[12]
- 2023年　慶應醫學獎[13]

## 軼事
森和俊於平成10年取得劍道五段資格，曾短暫在兒子上學的小學兼教劍道。

## 外部連結
- （英文）京都大學, 森研究室 （页面存档备份，存于）